# Saison 13 de La France a un incroyable talent
 (janvier 2022).
- Si vous ne connaissez pas le sujet, laissez ce bandeau (vous pouvez alors contacter les auteurs).
- Si vous supprimez le contenu mis en cause (vous pouvez préalablement contacter les auteurs),

argumentez précisément cette suppression dans la page de discussion
(un manque de référence n'est pas un argument ; une recherche réelle de référence doit avoir été effectuée, être formellement documentée).
 (octobre 2018).
Si vous disposez d'ouvrages ou d'articles de référence ou si vous connaissez des sites web de qualité traitant du thème abordé ici, merci de compléter l'article en donnant les références utiles à sa vérifiabilité et en les liant à la section « Notes et références ».
La treizième saison de La France a un incroyable talent, émission française de divertissement, est diffusée tous les mardis du 30 octobre 2018 au 18 décembre 2018 sur M6 de 21 h à 23 h 10.

## Présentateur et jury[1]
Après une saison 12 sous le scandale Gilbert Rozon, l'émission de talent show de M6 revient avec un nouveau jury composé de :
- Éric Antoine, magicien-humoriste;
- Hélène Ségara, chanteuse;
- Marianne James, chanteuse et comédienne;
- Sugar Sammy, humoriste.

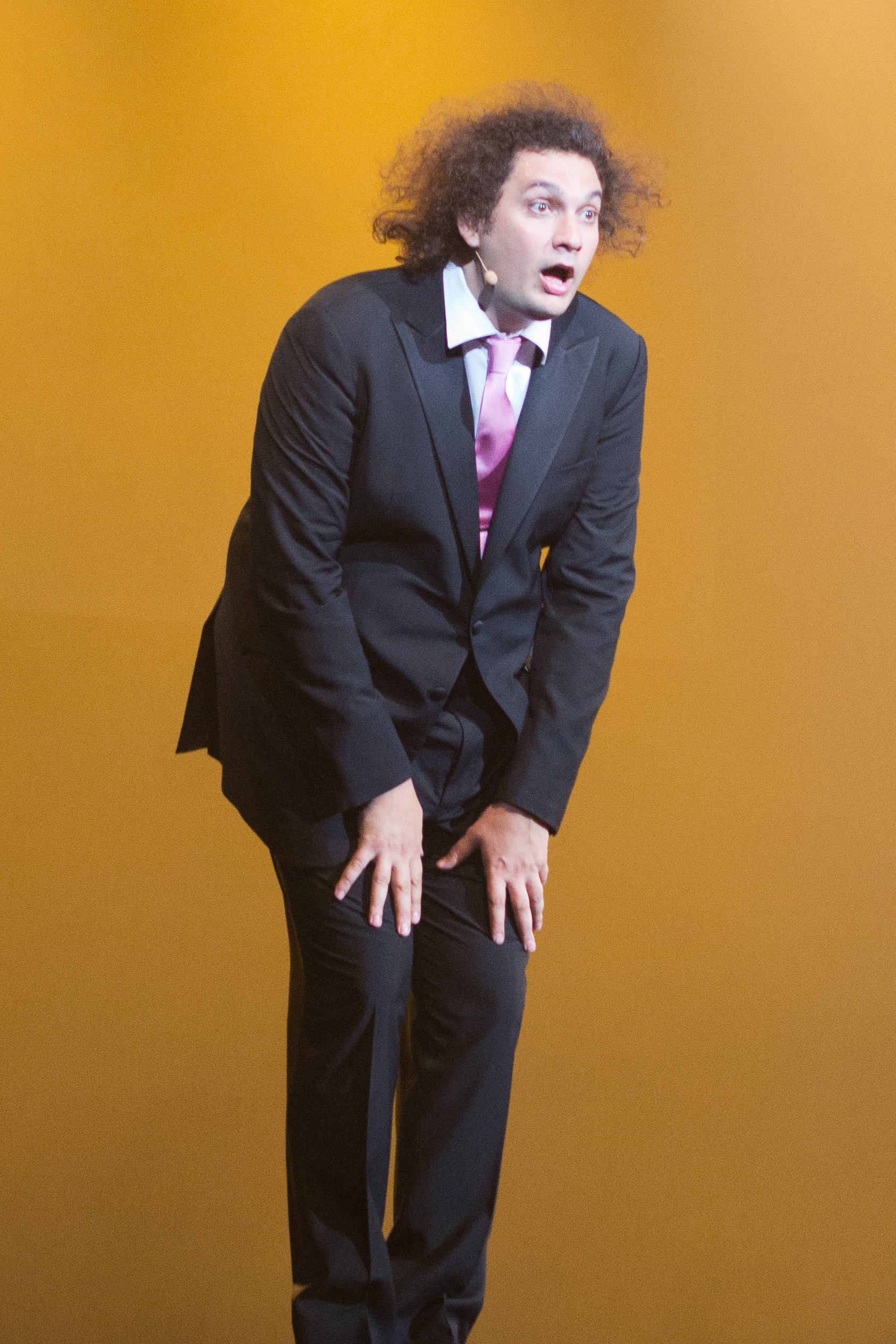
Éric Antoine
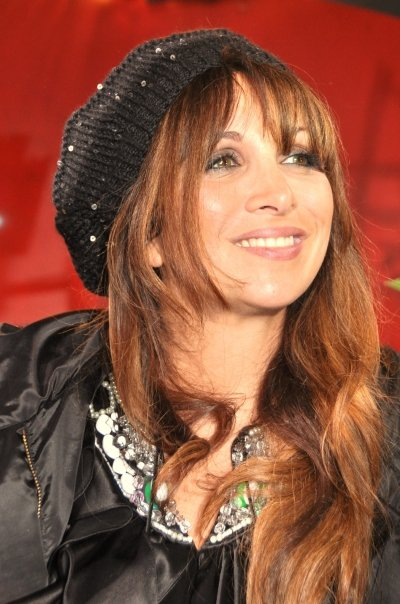
Hélène Ségara
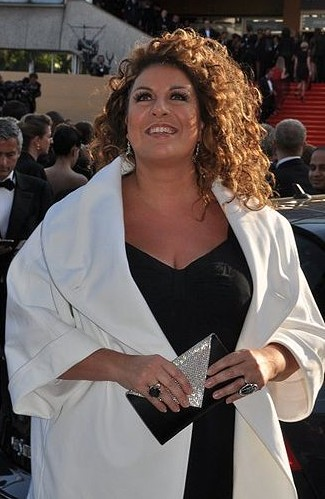
Marianne James
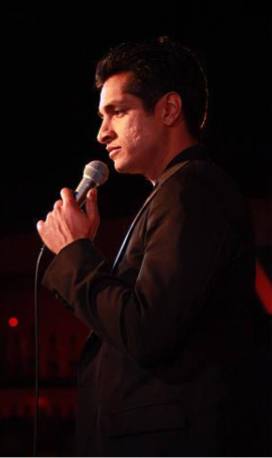
Sugar Sammy

L'émission est présentée pour la 3e fois par David Ginola.

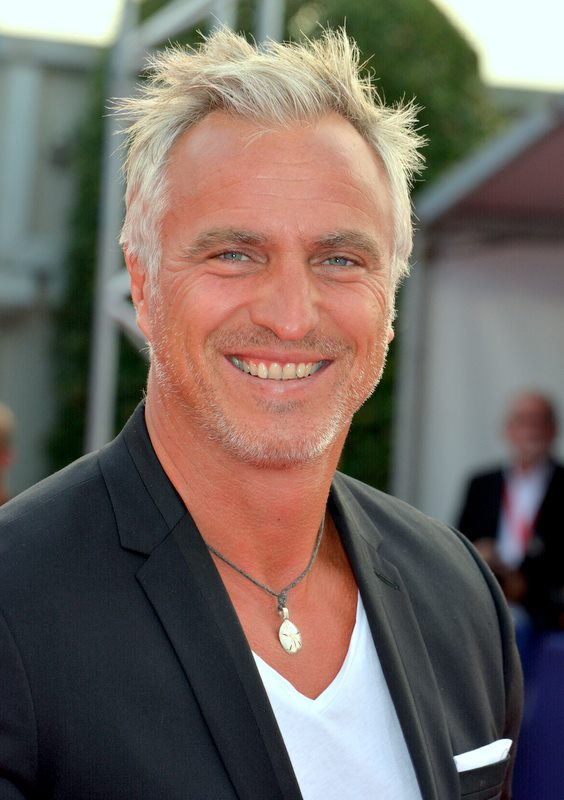
David Ginola

Lors des demi-finales, un cinquième juge rejoint le jury initial :
- Jarry, humoriste et comédien, pour la 1re demi-finale;
- Slimane, chanteur, pour la 2e demi-finale.

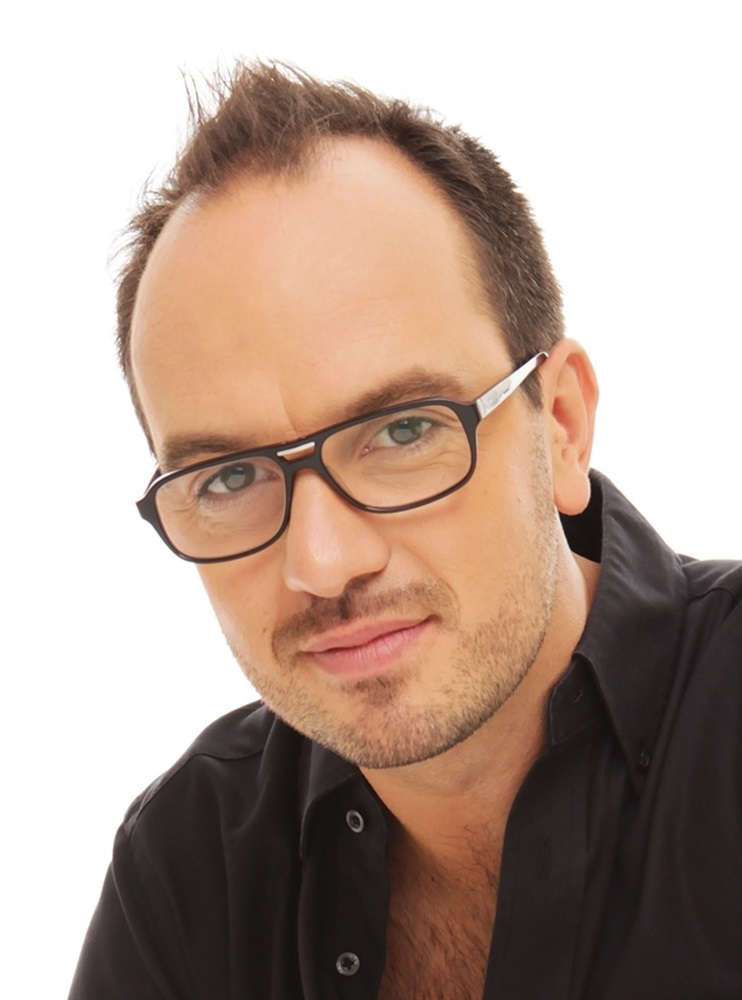
Jarry
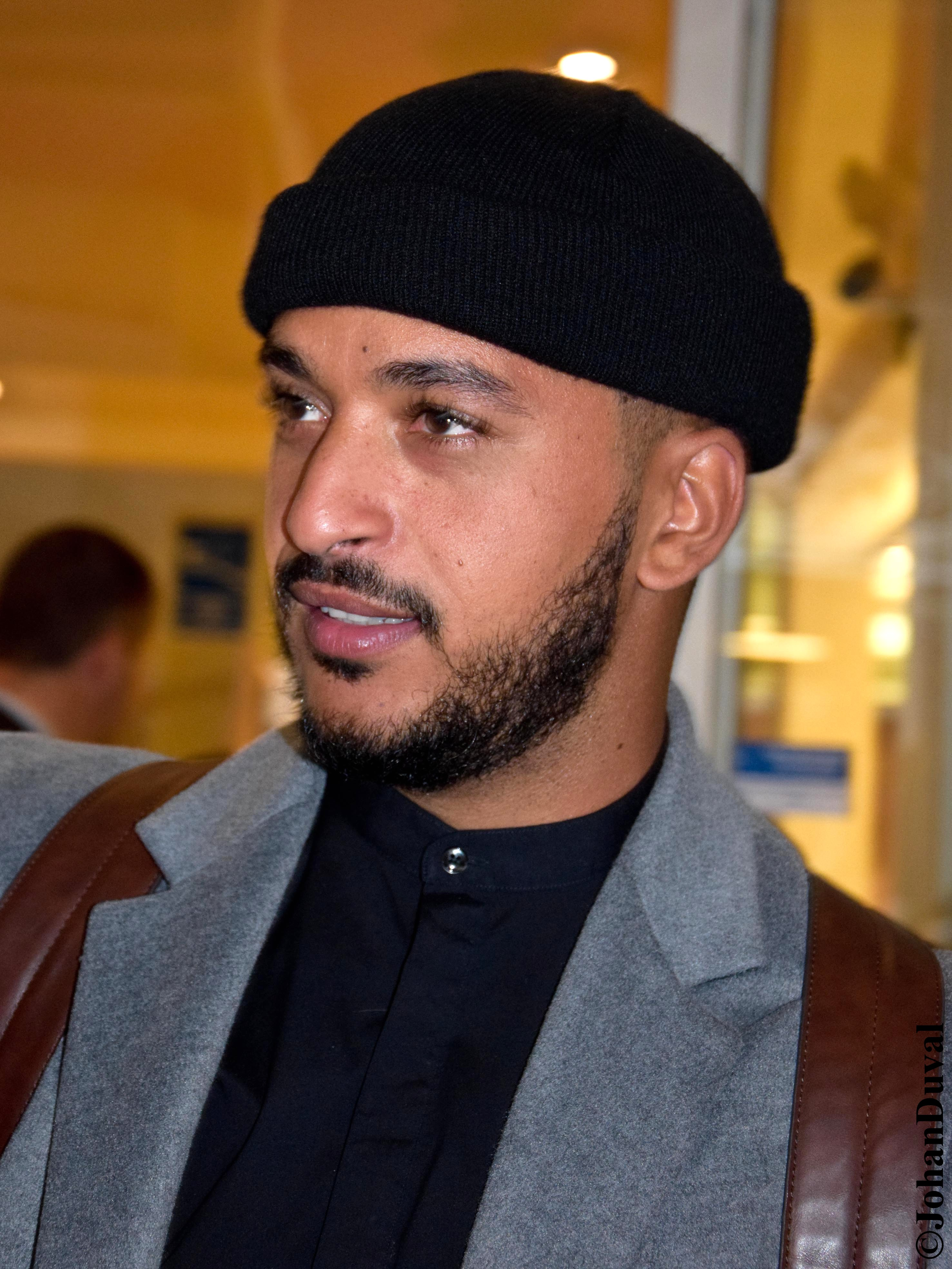
Slimane

## Émissions

### Qualifications
Nouvelle règle depuis la saison 9 d’Incroyable talent : le "golden buzzer", activé par l'un des jurés, envoie directement le candidat en finale. Durant la saison 9 et 10, il n'envoyait qu'en demi-finale.
| Légende | Golden buzzer (demi-finales) | Buzzer actionné |

#### Émission 1: 30 octobre 2018
| Ordre                             | Nom (âge)                         | Numéro                            | Buzz et choix du jury | Buzz et choix du jury | Buzz et choix du jury | Buzz et choix du jury | Résultat          |
| Ordre                             | Nom (âge)                         | Numéro                            | Sammy                 | Marianne              | Hélène                | Éric                  | Résultat          |
| --------------------------------- | --------------------------------- | --------------------------------- | --------------------- | --------------------- | --------------------- | --------------------- | ----------------- |
| 1                                 | Professeur Wako (48 ans)          | Trampoline                        |                       |                       |                       |                       | Qualifié          |
| 2                                 | Team Spotlight (11 à 20 ans)      | Danse                             | refusé                |                       |                       |                       | Qualifiés         |
| 3                                 | Lady B (35 ans)                   | Danse                             | refusé                | refusé                | refusé                | refusé                | Éliminée          |
| 4                                 | Dylan (22 ans)                    | Bruitage                          | refusé                | refusé                | refusé                | refusé                | Éliminé           |
| 5                                 | Dakota et Nadia (27 et 21 ans)    | Danse                             |                       |                       |                       |                       | Qualifiés         |
| 6                                 | David Stone (45 ans)              | Magie                             |                       |                       |                       |                       | Qualifié          |
| 7                                 | Farès (16 ans)                    | Rap                               |                       |                       |                       |                       | Qualifié          |
| 8                                 | Monsieur Bidule (43 ans)          | Chant et danse                    | refusé                | refusé                | refusé                | refusé                | Éliminé           |
| 9                                 | Lord Gustav (36 ans)              | Humoriste sur un faux cheval      | refusé                | refusé                | refusé                | refusé                | Éliminé           |
| 10                                | Masha (30 ans)                    | Voltige                           |                       |                       |                       |                       | Qualifiée         |
| 11                                | Berywam (25, 28 et 30 ans)        | Beatbox                           |                       |                       |                       |                       | Qualifiés         |
| 12                                | Tolga (33 ans)                    | Acte de force                     |                       |                       |                       |                       | Qualifié          |
| 13                                | Vincent (54 ans)                  | Ventriloque                       | refusé                | refusé                | refusé                | refusé                | Éliminé           |
| 14                                | Strauss Serpent (22 ans)          | Contorsion                        |                       |                       |                       | accepté               | Qualifié (Finale) |
| Nombre de buzz par membre du jury | Nombre de buzz par membre du jury | Nombre de buzz par membre du jury | 6 buzz                | 5 buzz                | 5 buzz                | 5 buzz                | 21 buzz / 56      |

#### Émission 2: 6 novembre 2018
| Ordre                             | Nom (âge)                         | Numéro                            | Buzz et choix du jury | Buzz et choix du jury | Buzz et choix du jury | Buzz et choix du jury | Résultat          |
| Ordre                             | Nom (âge)                         | Numéro                            | Sammy                 | Marianne              | Hélène                | Éric                  | Résultat          |
| --------------------------------- | --------------------------------- | --------------------------------- | --------------------- | --------------------- | --------------------- | --------------------- | ----------------- |
| 1                                 | RB Dance Company (22 à 35 ans)    | Danse / Claquetiste               |                       |                       |                       |                       | Qualifiés         |
| 2                                 | Jean-Baptiste Guegan (35 ans)     | Chant et voix de Johnny Hallyday  |                       |                       |                       |                       | Qualifié          |
| 3                                 | Super Showman                     | Humour                            | refusé                | refusé                | refusé                | refusé                | Éliminé           |
| 4                                 | Guillaume (33 ans)                | Gymnastique / Pompe freestyle     | refusé                |                       |                       |                       | Éliminé           |
| 5                                 | Hugo et Charles (23 et 24 ans)    | Gymnastique Trapeziste            |                       |                       |                       |                       | Qualifiés         |
| 6                                 | David Burlet (47 ans)             | Humour                            |                       |                       |                       |                       | Qualifié          |
| 7                                 | Emma et Joy (15 ans)              | Dressage de chien                 |                       |                       |                       |                       | Qualifiées        |
| 8                                 | Les bougalions                    | Humour                            | refusé                | refusé                | refusé                | refusé                | Éliminés          |
| 9                                 | Hits for chicks (25 à 42 ans)     | Humour                            |                       |                       |                       |                       | Qualifiés         |
| 10                                | Remi Martin (33 ans)              | Gymnastique / Mât chinois         |                       |                       |                       |                       | Qualifié          |
| 11                                | Elisa et Marco (36 et 35 ans)     | Danse                             |                       |                       |                       |                       | Qualifiés         |
| 12                                | Therry (32 ans)                   | Siffleur                          | refusé                | refusé                | refusé                | refusé                | Éliminé           |
| 13                                | Uekusa (30 ans)                   | Humour / Art martial              | accepté               |                       |                       |                       | Qualifié (Finale) |
| 14                                | Airspace (26 à 31 ans)            | Vol                               | refusé                |                       |                       |                       | Qualifiés         |
| 15                                | Princesse Malimba (43 ans)        | Danse                             | refusé                |                       |                       | refusé                | Éliminée          |
| 16                                | Catherine Marquette (55 ans)      | Peinture en dansant               | refusé                |                       | refusé                |                       | Éliminée          |
| 17                                | Coraly Corazon (40 ans)           | Fakir                             |                       |                       |                       |                       | Qualifiée         |
| Nombre de buzz par membre du jury | Nombre de buzz par membre du jury | Nombre de buzz par membre du jury | 7 buzz                | 3 buzz                | 4 buzz                | 4 buzz                | 18 buzz / 68      |

#### Émission 3: 13 novembre 2018
| Ordre                             | Nom (âge)                              | Numéro                            | Buzz et choix du jury | Buzz et choix du jury | Buzz et choix du jury | Buzz et choix du jury | Résultat           |
| Ordre                             | Nom (âge)                              | Numéro                            | Sammy                 | Marianne              | Hélène                | Éric                  | Résultat           |
| --------------------------------- | -------------------------------------- | --------------------------------- | --------------------- | --------------------- | --------------------- | --------------------- | ------------------ |
| 1                                 | Adole brothers (23 et 30 ans)          | Gymnastique                       |                       |                       |                       |                       | Qualifiés          |
| 2                                 | Qw4rtz (31 à 34 ans)                   | Chant a cappella                  |                       |                       |                       |                       | Qualifiés          |
| 3                                 | les gardiens de la force (15 à 34 ans) | Kung-Fu                           | refusé                | refusé                | refusé                | refusé                | Éliminés           |
| 4                                 | Ki club senior (70 à 82 ans)           | Karaté                            | refusé                |                       | refusé                | refusé                | Éliminés           |
| 5                                 | Katya et Nikita (7 et 10 ans)          | Gymnastique (sangles aériennes)   |                       |                       |                       |                       | Qualifiés          |
| 6                                 | Fred Razon (38 ans)                    | Magicien / Pickpocket             |                       |                       |                       |                       | Qualifié           |
| 7                                 | Dana Mussa (30 ans)                    | Danse                             |                       |                       | accepté               |                       | Qualifiée (Finale) |
| 8                                 | Freres Jacquard (46 à 55 ans)          | Groupe de musique                 |                       |                       |                       |                       | Qualifiés          |
| 9                                 | Too fat to fly (25 à 31 ans)           | Acrobates voltigeurs              |                       |                       |                       |                       | Qualifiés          |
| 10                                | Michel Russo (47 ans)                  | Artiste coiffeur                  | refusé                |                       | refusé                | refusé                | Éliminé            |
| 11                                | Maxime (21 ans)                        | Avaleur de flan                   | refusé                | refusé                | refusé                | refusé                | Éliminé            |
| 12                                | Omar Hasan (47 ans)                    | Chant lyrique                     |                       |                       |                       |                       | Qualifié           |
| 13                                | Krystoff Fluder (41 ans)               | Humoriste                         |                       |                       |                       |                       | Qualifié           |
| 14                                | Manu et Louna (30 et 10 ans)           | Chant                             |                       |                       |                       |                       | Qualifiés          |
| 15                                | Dan Sperry (33 ans)                    | Fakir                             |                       |                       |                       |                       | Qualifié           |
| Nombre de buzz par membre du jury | Nombre de buzz par membre du jury      | Nombre de buzz par membre du jury | 4 buzz                | 2 buzz                | 4 buzz                | 4 buzz                | 14 buzz / 60       |

#### Émission 4: 21 novembre 2018
| Ordre                             | Nom (âge)                         | Numéro                            | Buzz et choix du jury | Buzz et choix du jury | Buzz et choix du jury | Buzz et choix du jury | Résultat           |
| Ordre                             | Nom (âge)                         | Numéro                            | Sammy                 | Marianne              | Hélène                | Éric                  | Résultat           |
| --------------------------------- | --------------------------------- | --------------------------------- | --------------------- | --------------------- | --------------------- | --------------------- | ------------------ |
| 1                                 | All in one Tahiti (20 à 30 ans)   | Danse                             |                       |                       |                       |                       | Qualifiés          |
| 2                                 | Caitlin et Spencer (24 et 29 ans) | Gymnastique (Cerceau aérien)      |                       |                       |                       |                       | Qualifiés          |
| 3                                 | Lenny the bat dog                 | Dressage de chien                 | refusé                | refusé                |                       | refusé                | Éliminés           |
| 4                                 | C Bastien                         | Humour                            | refusé                | refusé                |                       |                       | Éliminé            |
| 5                                 | Nathan (19 ans)                   | Danse                             |                       |                       |                       |                       | Qualifié           |
| 6                                 | Rick Smith (37 ans)               | Lancer de cartes                  |                       |                       |                       |                       | Qualifié           |
| 7                                 | Le condor (15 à 65 ans)           | Groupe de musique                 |                       |                       |                       |                       | Qualifiés          |
| 8                                 | Loukas Leboeuf (15 ans)           | Chant                             |                       |                       |                       |                       | Qualifié           |
| 9                                 | Otto Wessely (73 ans)             | Humour                            | refusé                |                       | refusé                |                       | Éliminé            |
| 10                                | Duo Vladimir (35 ans)             | Gymnastique                       |                       |                       |                       |                       | Qualifiés          |
| 11                                | Baby dolls (12 et 15 ans)         | Danse                             | refusé                |                       |                       |                       | Éliminées          |
| 12                                | Oxygen (17 à 22 ans)              | Danse                             |                       | accepté               |                       |                       | Qualifiés (Finale) |
| 13                                | Victor (22 ans)                   | Chant                             |                       |                       |                       |                       | Éliminé            |
| 14                                | Ad Libeatum                       | Chorégraphie                      | refusé                |                       |                       |                       | Qualifiés          |
| 15                                | Yeva (27 ans)                     | Danse                             |                       |                       |                       |                       | Éliminée           |
| 16                                | Gentlemen Connexion (29 à 32 ans) | Chant a cappella                  | refusé                |                       | refusé                |                       | Qualifiés          |
| Nombre de buzz par membre du jury | Nombre de buzz par membre du jury | Nombre de buzz par membre du jury | 6 buzz                | 2 buzz                | 2 buzz                | 1 buzz                | 11 buzz / 64       |

#### Émission 5: 27 novembre 2018
| Ordre                             | Nom (âge)                                | Numéro                            | Buzz et choix du jury | Buzz et choix du jury | Buzz et choix du jury | Buzz et choix du jury | Buzz et choix du jury | Résultat           |
| Ordre                             | Nom (âge)                                | Numéro                            | Sammy                 | Marianne              | Hélène                | Éric                  | David                 | Résultat           |
| --------------------------------- | ---------------------------------------- | --------------------------------- | --------------------- | --------------------- | --------------------- | --------------------- | --------------------- | ------------------ |
| 1                                 | Invictus crew (21 à 35 ans)              | Danse                             |                       |                       |                       |                       |                       | Qualifiés          |
| 2                                 | Cirq'ulation locale                      | Trampoline                        |                       |                       |                       |                       |                       | Éliminés           |
| 3                                 | Marc Havet (73 ans)                      | Humour                            | refusé                |                       | refusé                |                       |                       | Éliminé            |
| 4                                 | Thibault Rousseau (30 ans)               | Humour                            |                       |                       |                       |                       |                       | Qualifié           |
| 5                                 | Loic (22 ans)                            | Chant                             |                       |                       |                       |                       |                       | Qualifié           |
| 6                                 | Amine et Yassin (12 ans)                 | Calcul mental                     |                       |                       |                       |                       |                       | Qualifiés          |
| 7                                 | Alina (12 ans)                           | Danse                             |                       |                       |                       |                       |                       | Qualifiée          |
| 8                                 | Gyraf (37 ans)                           | Homme orchestre                   | refusé                |                       | refusé                | refusé                |                       | Éliminé            |
| 9                                 | Fred L'apzurde (53 ans)                  |                                   | refusé                |                       |                       |                       |                       | Éliminé            |
| 10                                | Justin et Océane (29 et 21 ans)          | Danse                             |                       |                       |                       |                       |                       | Éliminés           |
| 11                                | Tareek                                   | Humour / Stand-up                 |                       |                       |                       |                       | accepté               | Qualifiés (Finale) |
| 12                                | Jimmy Gonzalez (26 ans)                  | Jonglerie                         |                       |                       |                       |                       |                       | Qualifié           |
| 13                                | Célia Milesi (27 ans)                    | Sangles aériennes                 |                       |                       |                       |                       |                       | Qualifiée          |
| 14                                | Duo Tengis (26 et 30 ans)                | Musique traditionnelle mongole    |                       |                       |                       |                       |                       | Qualifiés          |
| 15                                | Techno Medievale                         | Musique / Humour                  | refusé                |                       |                       |                       |                       | Qualifiés          |
| 16                                | Isa Fleur                                | Chant lyrique / Humour            | refusé                |                       |                       |                       |                       | Qualifiée          |
| 17                                | London school of Bollywood (19 à 27 ans) | Danse                             |                       |                       |                       |                       |                       | Qualifiés          |
| 18                                | Léo Brière (24 ans)                      | Mentaliste                        |                       |                       |                       |                       |                       | Qualifié           |
| 19                                | Les Wackids                              | Musique / Humour                  |                       |                       |                       |                       |                       | Éliminés           |
| 20                                | Afro Blondes (30 à 37 ans)               | Musique                           |                       |                       |                       |                       |                       | Éliminés           |
| 21                                | Deborah Biver (27 ans)                   | Chant                             |                       |                       |                       |                       |                       | Qualifiée          |
| 22                                | Charlie et Styl'o (26 et 35 ans)         | Chant / Humour                    |                       |                       |                       |                       |                       | Qualifiés          |
| Nombre de buzz par membre du jury | Nombre de buzz par membre du jury        | Nombre de buzz par membre du jury | 5 buzz                | 0 buzz                | 2 buzz                | 1 buzz                |                       | 8 buzz / 88        |

### Demi-finales et finale

#### Demi-finalistes et finalistes
| Légende | Vainqueur | Deuxième | Troisième | Top 5 | Finaliste | Golden buzzer (qualifications) | Golden buzzer (demi-finales) |

| Nom                  | Âge     | Genre       | Numéro                           | Demi-finale | Résultat                                             |
| -------------------- | ------- | ----------- | -------------------------------- | ----------- | ---------------------------------------------------- |
| Jean-Baptiste Guegan | 35      | Chant       | Chant et voix de Johnny Hallyday | 1           | Vainqueur                                            |
| Dakota & Nadia       | 27 & 21 | Danse       | Danse en duo                     | 1           | Deuxième (golden buzzer (Jarry) demi-finales)        |
| Berywam              | 25-30   | Chant       | Beatbox en groupe                | 1           | Troisième                                            |
| RB Dance Company     | 22-35   | Danse       | Claquettes en groupe             | 2           | Quatrième                                            |
| Farès                | 16      | Chant       | Rap                              | 1           | Cinquième                                            |
| Dana Mussa           | 30      | Danse       | Danse                            |             | Finaliste (golden buzzer (Hélène) qualifications)    |
| David Stone          | 45      | Magie       | Magie                            | 2           | Finaliste (choisi par le jury)                       |
| Freres Jacquard      | 46-55   | Musique     | Groupe de musique                | 2           | Finalistes (choisi par le jury)                      |
| Oxygen               | 17-22   | Danse       | Danse en groupe                  |             | Finalistes (golden buzzer (Marianne) qualifications) |
| Remi Martin          | 33      | Acrobaties  | Mât chinois                      | 2           | Finaliste (golden buzzer (Slimane) demi-finales)     |
| Strauss Serpent      | 22      | Gymnastique | Contorsion                       |             | Finaliste (golden buzzer (Éric) qualifications)      |
| Tareek               | 32      | Comédie     | Stand-up                         |             | Finaliste (golden buzzer (David) qualifications)     |
| Uekusa               | 30      | Variété     | Art martial                      |             | Finaliste (golden buzzer (Sammy) qualifications)     |
| Ad Libeatum          | N/A     | Variété     | Chorégraphie en trio             | 1           | Éliminés                                             |
| Alina                | 12      | Danse       | Danse                            | 1           | Éliminée                                             |
| All in one Tahiti    | 20-30   | Danse       | Danse en groupe                  | 2           | Éliminés                                             |
| Caitlin & Spencer    | 24 & 29 | Acrobaties  | Cerceau aérien en duo            | 1           | Éliminés                                             |
| Dan Sperry           | 33      | Magie       | Fakir                            | 1           | Éliminé                                              |
| David Burlet         | 47      | Comédie     | Humour                           | 1           | Éliminé                                              |
| Deborah Biver        | 27      | Chant       | Chant                            | 1           | Éliminée                                             |
| Elisa & Marco        | 36 & 35 | Danse       | Danse en duo                     | 2           | Éliminés                                             |
| Emma & Joy           | 15      | Animal      | Dressage de chien                | 2           | Éliminées                                            |
| Fred Razon           | 38      | Magie       | Pickpocket                       | 1           | Éliminé                                              |
| Hits for chicks      | 25-42   | Comédie     | Humour en groupe                 | 2           | Éliminés                                             |
| Katya & Nikita       | 7 & 10  | Acrobaties  | Sangles aériennes en duo         | 2           | Éliminés                                             |
| Krystoff Fluder      | 41      | Comédie     | Humoriste                        | 2           | Éliminé                                              |
| Le Condor            | 15-65   | Musique     | Groupe de musique                | 1           | Éliminés                                             |
| Léo Brière           | 24      | Magie       | Mentaliste                       | 2           | Éliminé                                              |
| Loic                 | 22      | Chant       | Chant                            | 2           | Éliminé                                              |
| Masha Terentieva     | 30      | Acrobaties  | Voltige                          | 1           | Éliminé                                              |
| Nathan               | 19      | Danse       | Danse                            | 2           | Éliminé                                              |
| Omar Hasan           | 47      | Chant       | Chant lyrique                    | 2           | Éliminé                                              |
| Professeur Wako      | 48      | Acrobaties  | Trampoline                       | 1           | Éliminé                                              |
| Qw4rtz               | 31-34   | Chant       | Chant a cappella en groupe       | 2           | Éliminés                                             |
| Team Spotlight       | 11-20   | Danse       | Danse en groupe                  | 1           | Éliminés                                             |

#### 1redemi-finale: 4 décembre 2018
Jarry est un juge invité mais n'a pas le droit de buzzer sauf le golden buzzer.
| Ordre                             | Nom (âge)                         | Numéro                            | Buzz et choix du jury | Buzz et choix du jury | Buzz et choix du jury | Buzz et choix du jury | Buzz et choix du jury | Résultat           |
| Ordre                             | Nom (âge)                         | Numéro                            | Sammy                 | Marianne              | Hélène                | Éric                  | Jarry                 | Résultat           |
| --------------------------------- | --------------------------------- | --------------------------------- | --------------------- | --------------------- | --------------------- | --------------------- | --------------------- | ------------------ |
| 1                                 | Team Spotlight (11 à 20 ans)      | Danse                             |                       |                       |                       |                       |                       | Éliminés           |
| 2                                 | Jean-Baptiste Guegan (35 ans)     | Chant et voix de Johnny Hallyday  |                       |                       |                       |                       |                       | Qualifié (Finale)  |
| 3                                 | Caitlin et Spencer (24 et 29 ans) | Cerceau aérien                    |                       |                       |                       |                       |                       | Éliminés           |
| 4                                 | Berywam (25, 28 et 30 ans)        | Beatbox                           |                       |                       |                       |                       |                       | Qualifiés (Finale) |
| 5                                 | Dakota et Nadia (27 et 21 ans)    | Danse                             |                       |                       |                       |                       | accepté               | Qualifiés (Finale) |
| 6                                 | Le condor (15 à 65 ans)           | Groupe de musique                 |                       |                       |                       |                       |                       | Éliminés           |
| 7                                 | Ad Libeatum                       | Chorégraphie                      | refusé                |                       |                       |                       |                       | Éliminés           |
| 8                                 | David Burlet (47 ans)             | Humour                            | refusé                | refusé                |                       |                       |                       | Éliminé            |
| 9                                 | Farès (16 ans)                    | Rap                               |                       |                       |                       |                       |                       | Qualifié (Finale)  |
| 10                                | Alina (12 ans)                    | Danse                             |                       |                       |                       |                       |                       | Éliminée           |
| 11                                | Professeur Wako (48 ans)          | Trampoline                        |                       |                       |                       |                       |                       | Éliminé            |
| 12                                | Fred Razon (38 ans)               | Magicien / Pickpocket             |                       |                       |                       |                       |                       | Éliminé            |
| 13                                | Deborah Biver (27 ans)            | Chant                             |                       |                       |                       |                       |                       | Éliminée           |
| 14                                | Masha Terentieva (30 ans)         | Voltige                           |                       |                       |                       |                       |                       | Éliminés           |
| 15                                | Dan Sperry                        | Fakir                             |                       |                       |                       |                       |                       | Éliminé            |
| Nombre de buzz par membre du jury | Nombre de buzz par membre du jury | Nombre de buzz par membre du jury | 2 buzz                | 1 buzz                | 0 buzz                | 0 buzz                |                       | 3 buzz / 60        |

#### 2edemi-finale: 11 décembre 2018
Slimane est un juge invité mais n'a pas le droit de buzzer sauf le golden buzzer.
| Ordre                             | Nom (âge)                         | Numéro                            | Buzz et choix du jury | Buzz et choix du jury | Buzz et choix du jury | Buzz et choix du jury | Buzz et choix du jury | Résultat           |
| Ordre                             | Nom (âge)                         | Numéro                            | Sammy                 | Marianne              | Hélène                | Éric                  | Slimane               | Résultat           |
| --------------------------------- | --------------------------------- | --------------------------------- | --------------------- | --------------------- | --------------------- | --------------------- | --------------------- | ------------------ |
| 1                                 | RB Dance Company (22 à 35 ans)    | Danse / Claquetiste               |                       |                       |                       |                       |                       | Qualifiés (Finale) |
| 2                                 | Emma et Joy (15 ans)              | Dressage de chien                 |                       |                       |                       |                       |                       | Éliminées          |
| 3                                 | Katya et Nikita (7 et 10 ans)     | Gymnastique (sangles aériennes)   |                       |                       |                       |                       |                       | Éliminés           |
| 4                                 | David Stone (45 ans)              | Magie                             |                       |                       |                       |                       |                       | Qualifié (Finale)  |
| 5                                 | Hits for chicks (25 à 42 ans)     | Humour                            | refusé                |                       |                       |                       |                       | Éliminés           |
| 6                                 | All in one Tahiti (20 à 30 ans)   | Danse                             |                       |                       |                       |                       |                       | Éliminés           |
| 7                                 | Remi Martin (33 ans)              | Gymnastique / Mât chinois         |                       |                       |                       |                       | accepté               | Qualifié (Finale)  |
| 8                                 | Nathan (19 ans)                   | Danse                             |                       |                       |                       |                       |                       | Éliminé            |
| 9                                 | Omar Hasan (47 ans)               | Chant lyrique                     |                       |                       |                       |                       |                       | Éliminé            |
| 10                                | Krystoff Fluder (41 ans)          | Humoriste                         |                       |                       |                       |                       |                       | Éliminé            |
| 11                                | Elisa et Marco (36 et 35 ans)     | Danse                             |                       |                       |                       |                       |                       | Éliminés           |
| 12                                | Qw4rtz (31 à 34 ans)              | Chant a cappella                  |                       |                       |                       |                       |                       | Éliminés           |
| 13                                | Freres Jacquard (46 à 55 ans)     | Groupe de musique                 |                       |                       |                       |                       |                       | Qualifié (Finale)  |
| 14                                | Léo Brière (24 ans)               | Mentaliste                        |                       |                       |                       |                       |                       | Éliminé            |
| 15                                | Loic (22 ans)                     | Chant                             |                       |                       |                       |                       |                       | Éliminé            |
| Nombre de buzz par membre du jury | Nombre de buzz par membre du jury | Nombre de buzz par membre du jury | 1 buzz                | 0 buzz                | 0 buzz                | 0 buzz                |                       | 1 buzz / 60        |

#### Finale: 18 décembre 2018
Pour cette finale, 13 candidats se sont qualifiés au cours des auditions et des demi-finales :
7 Golden Buzzer : Strauss Serpent (Eric), Uekusa (Sammy), Dana Mussa (Hélène), Oxygen (Marianne), Tareek (David), Dakota & Nadia (Jarry), Remi Martin (Slimane)
6 candidats : Jean-Baptiste Guegan, Berywam, Farès, RB Dance Company, David Stone, Frères Jacquard.
| Classement | Ordre de passage | Nom (âge)                      | Numéro                           |
| ---------- | ---------------- | ------------------------------ | -------------------------------- |
| 4e         | 1                | RB Dance Company (22 à 35 ans) | Claquettes en groupe             |
| 1er        | 2                | Jean-Baptiste Guegan (35 ans)  | Chant et voix de Johnny Hallyday |
| NC         | 3                | Uekusa (30 ans)                | Humour / Art martial             |
| 2e         | 4                | Dakota et Nadia (27 & 21 ans)  | Danse                            |
| NC         | 5                | Rémi Martin (33 ans)           | Mât chinois                      |
| 5e         | 6                | Farès (16 ans)                 | Chant                            |
| NC         | 7                | David Stone (45 ans)           | Magie                            |
| 3e         | 8                | Berywam (25 à 30 ans)          | Beatbox                          |
| NC         | 9                | Oxygen (17 à 22 ans)           | Danse                            |
| NC         | 10               | Strauss Serpent (22 ans)       | Contorsion                       |
| NC         | 11               | Freres Jacquard (46 à 55 ans)  | Groupe de musique                |
| NC         | 12               | Tareek (32 ans)                | Stand-up                         |
| NC         | 13               | Dana Mussa (30 ans)            | Danse                            |

## Audiences

### La France a un incroyable talent
Cette saison a été suivie, en moyenne, par 3 275 000 téléspectateurs soit 15,44 % du public.
| Épisode | Date de diffusion                           | Audience moyenne          | Audience moyenne | Classement des audiences de la soirée | Références |
| Épisode | Date de diffusion                           | Nombre de téléspectateurs | PDM              | Classement des audiences de la soirée | Références |
| ------- | ------------------------------------------- | ------------------------- | ---------------- | ------------------------------------- | ---------- |
| 1       | Mardi 30 octobre 2018 (audition jour 1)     | 3 478 000                 | 15,4 %           | 3e                                    | [ 4 ]      |
| 2       | Mardi 6 novembre 2018 (audition jour 2)     | 3 953 000                 | 18,7 %           | 2e                                    | [ 5 ]      |
| 3       | Mardi 13 novembre 2018 (audition jour 3)    | 3 539 000                 | 16,8 %           | 3e                                    | [ 6 ]      |
| 4       | Mercredi 21 novembre 2018 (audition jour 4) | 2 856 000                 | 13,4 %           | 2e                                    | [ 7 ]      |
| 5       | Mardi 27 novembre 2018 (audition jour 5)    | 3 317 000                 | 15,5 %           | 2e                                    | [ 8 ]      |
| 6       | Mardi 4 décembre 2018 (1re demi-finale)     | 3 029 000                 | 14,1 %           | 2e                                    | [ 9 ]      |
| 7       | Mardi 11 décembre 2018 (2e demi-finale)     | 3 070 000                 | 14,5 %           | 1re                                   | [ 10 ]     |
| 8       | Mardi 18 décembre 2018 (finale)             | 2 960 000                 | 15,1 %           | 3e                                    | [ 11 ]     |

Légende :
- Plus hauts chiffres d'audience
- Plus bas chiffres d'audience